# Mainistir Bhuithe

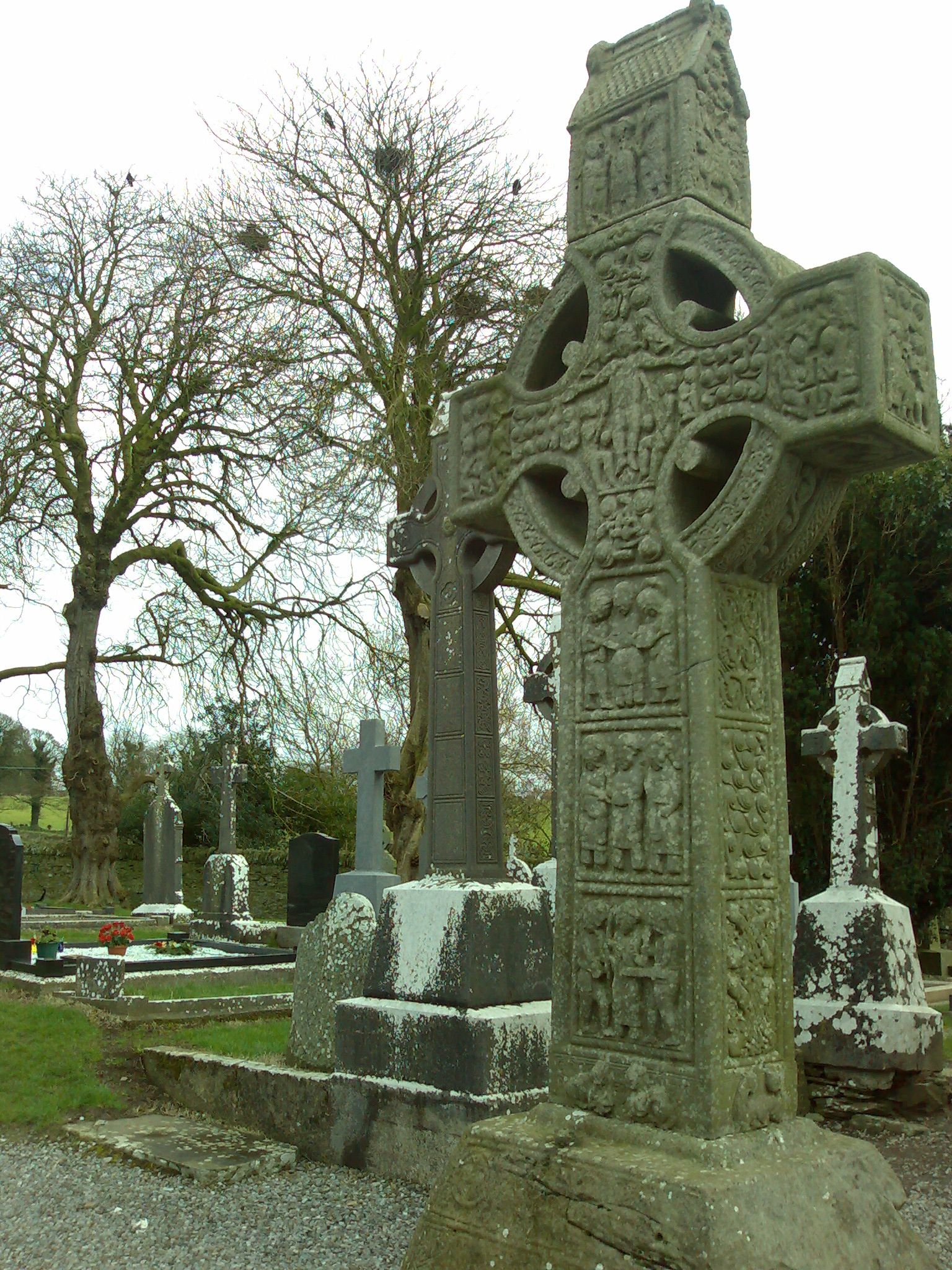
Cruz alta de Muiredach, nas ruínas de Mainistir Bhuithe (face virada para oeste).

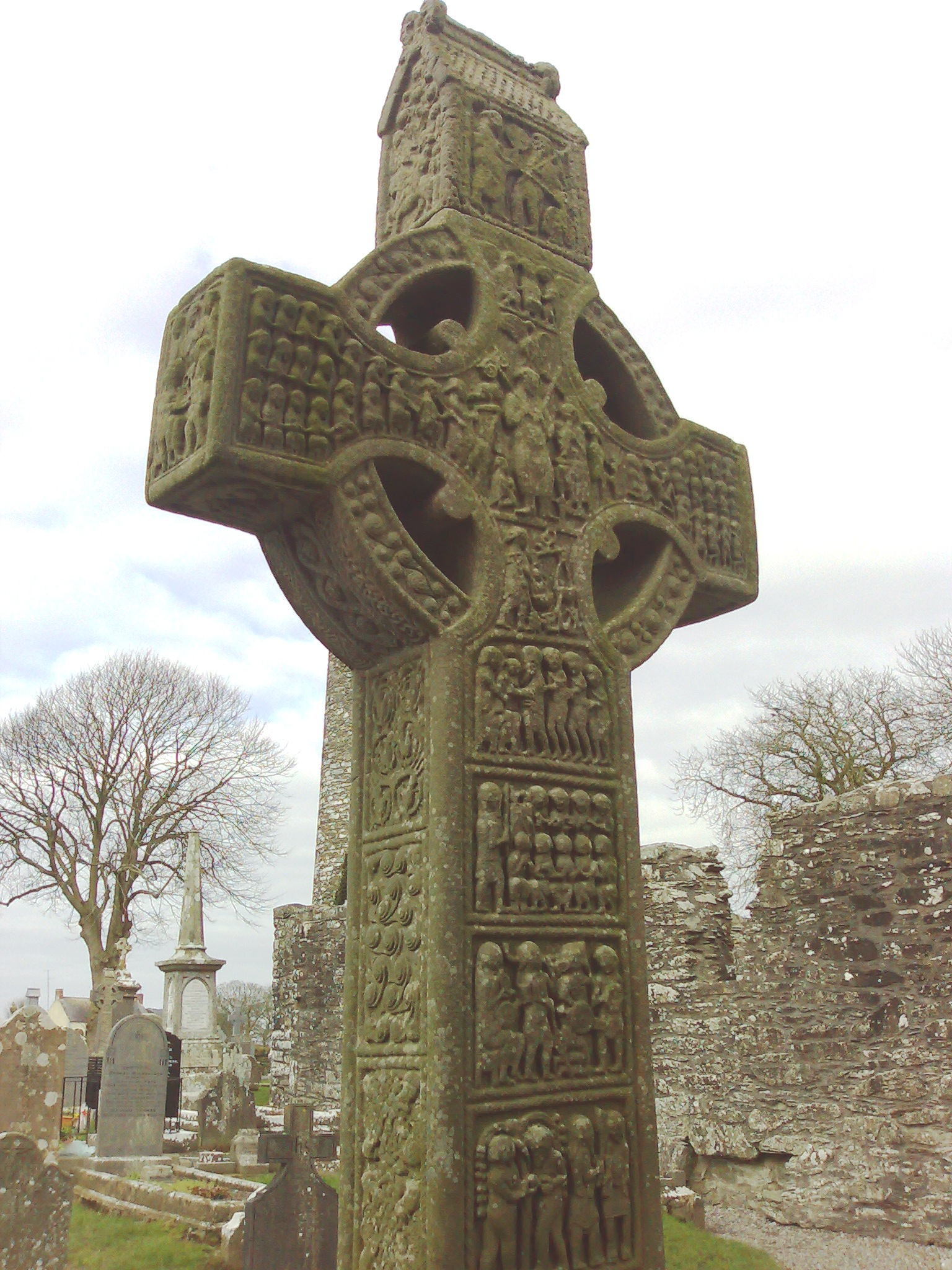
Cruz alta de Muiredach (face virada para leste).

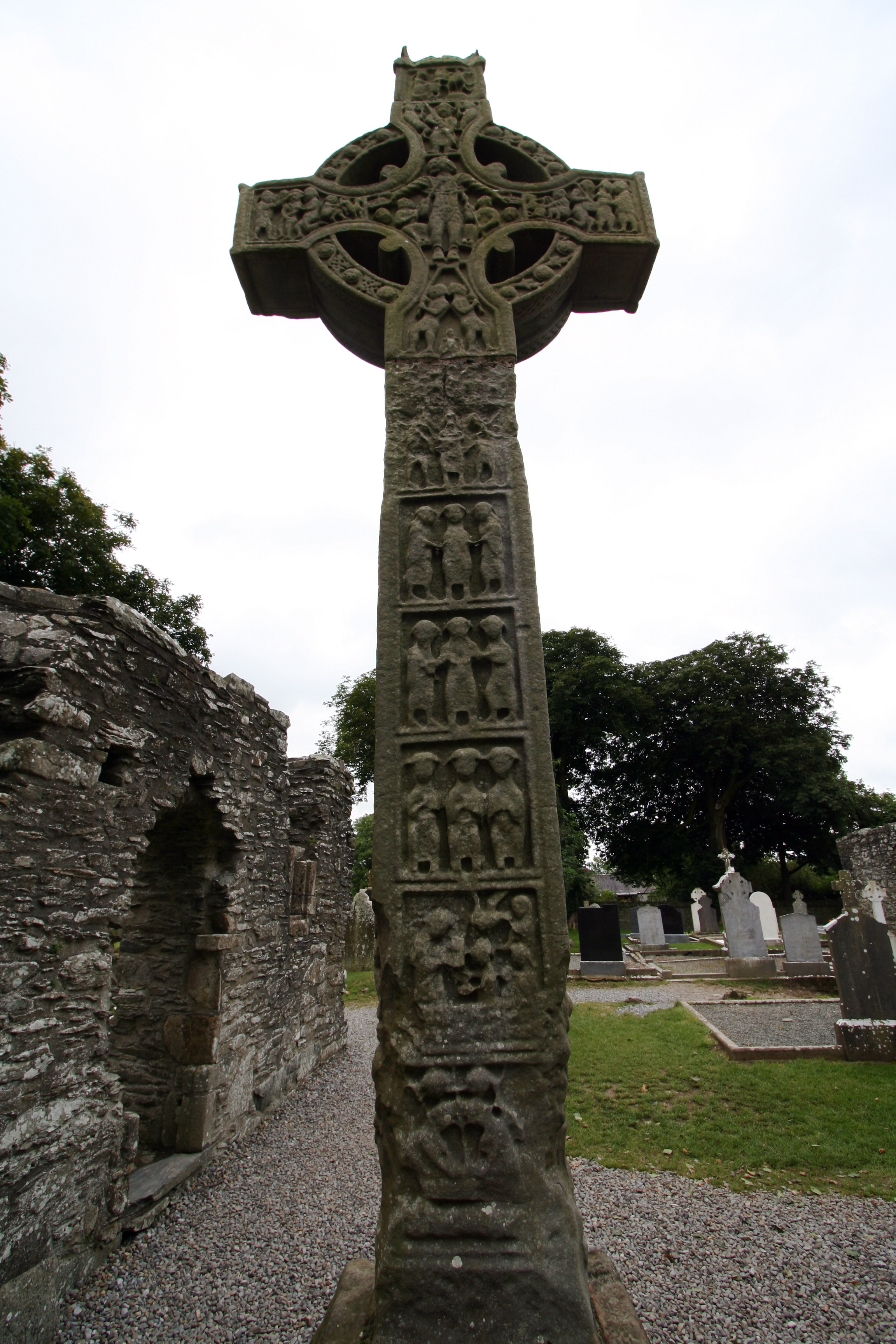
Cruz ocidental.

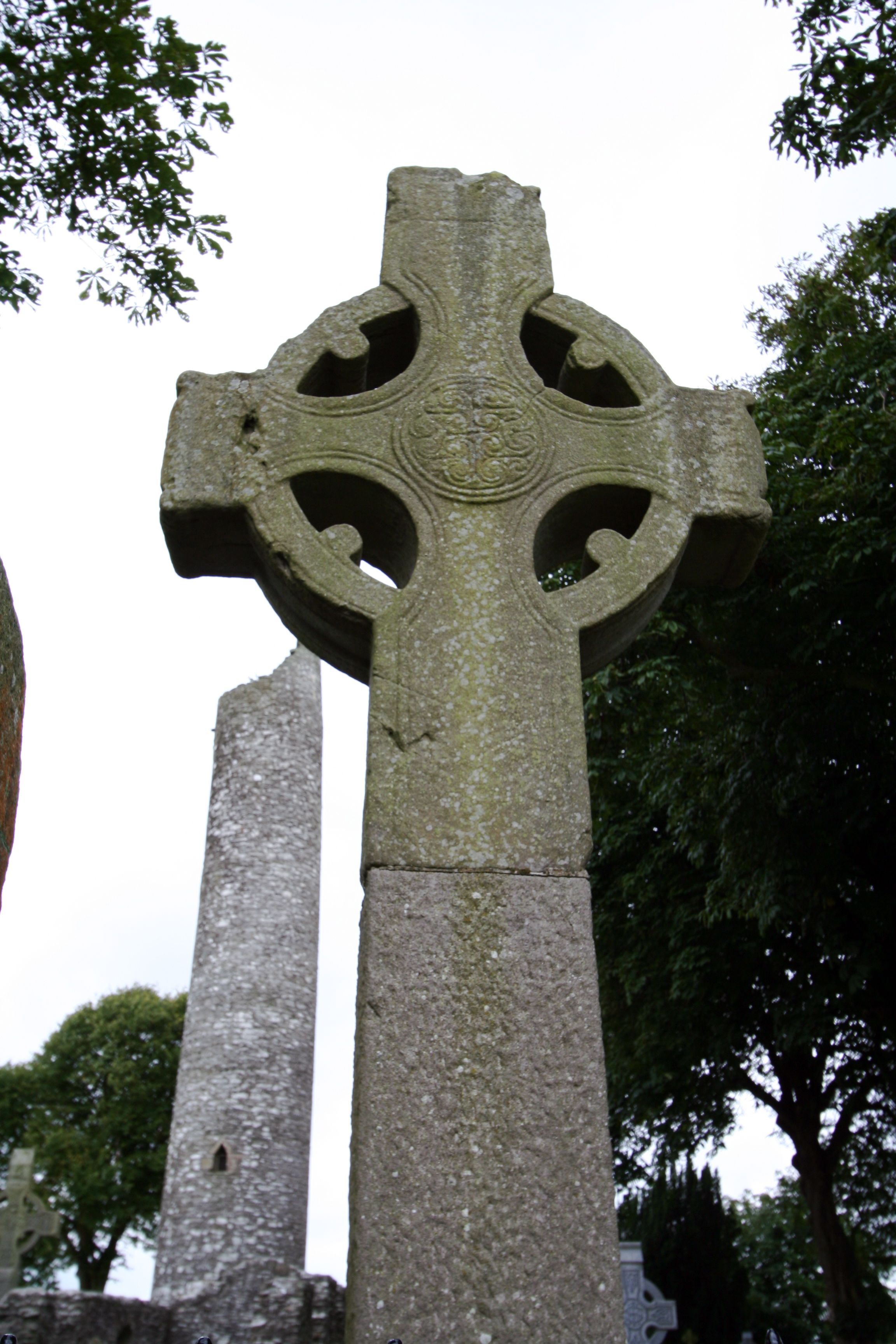
Cruz setentrional.

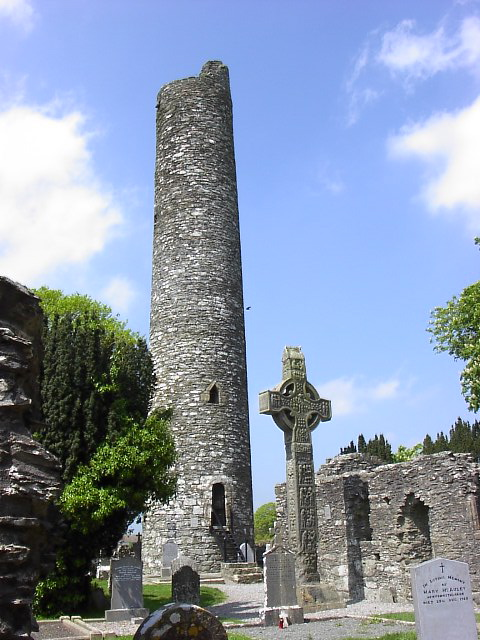
Torre e cruz ocidental.

Mainistir Bhuithe (em Irlandês) ou Monasterboice (em Inglês) são as ruínas de um antigo mosteiro existente a norte da cidade de Drogheda, no Condado de Louth, na República da Irlanda. Foi fundado no século VI por São Buite, um seguidor de São Patrício, falecido por volta do ano de 521. Constituiu um importante centro religioso e de estudo até à fundação da vizinha abadia de Mellifont, em 1142. Nos anos que se seguiram, entrou em declínio, tendo sido ocupado por uma igreja paroquial no fim do século XIII.
As ruínas incluem uma torre redonda e três famosas cruzes altas, todas datadas do século X.
Para além da lista de abades, pouco se conhece sobre a história do mosteiro. Não existem registos de saques viquingues, apesar de estes terem ocupado a região até à sua expulsão em 968.
Actualmente, todo o conjunto arquitectónico se encontra integrado num cemitério, não existindo qualquer edifício datando da época da fundação do mosteiro. O local encontra-se classificado como monumento nacional pelo Bord Fáilte Éireann, a autoridade do turismo na República da Irlanda.

## Cruz de Muiredach
A mais imponente das cruzes é conhecida como cruz de Muiredach, com 5,5 metros de altura, assim denominada em homenagem a um abade chamado Muiredach mac Domhnaill, cujo nome se encontra presente numa inscrição na base. Esta encontra-se decorada com baixos-relevos ilustrando cenas bíblicas, do novo e do Velho testamento, constituindo um dos melhores exemplos de cruzes celtas de toda a Irlanda. Nem todas as imagens foram identificadas com clareza, mas acredita-se que, de baixo para cima, na face voltada para leste, representem a queda de Adão e Eva, o assassínio de Abel, David e Golias, Moisés trazendo água aos israelitas e os três reis magos levando presentes a Maria e Jesus. Nessa mesma face, o centro da cruz representa o Juízo Final, encontrando-se em cima São Paulo no deserto. A face voltada para oeste debruça-se sobretudo sobre o Novo Testamento, mostrando, de baixo para cima, Cristo sendo preso (envergando um manto e brandindo um ceptro), São João Evangelista, Cristo outorgando as chaves do céu a São Pedro e um livro a São Paulo e Moisés rezando com Aarão. No centro, Cristo encontra-se representado vestido e sem dor, ladeado por dois soldados. Entre os soldados e os joelhos de Cristo é possível observar duas cabeças, simbolizando talvez dois ladrões. O pássaro sob os pés de Cristo talvez represente a Fénix, símbolo de ressurreição. No braço esquerdo da cruz, encontra-se uma representação da Ressurreição de Cristo, com guardas ajoelhados em torno da sepultura e três anjos atrás deles, segurando uma pequena figura representado a alma. Na base, encontram-se dois gatos e uma inscrição que se pode traduzir assim: "Uma oração para Muiredach para quem (ou por quem) a cruz foi feita".

## Cruz ocidental
A cruz ocidental é mais estreita que a cruz de Muiredach, localizando-se perto da torre redonda, na parte ocidental do complexo. Possui uma altura de 6,5 metros, o que a torna uma das mais altas da Irlanda. Datando também do século X, encontra-se mais desgastada pelo tempo, especialmente na base, pelo que só cerca de 12 dos 50 painéis originais ainda se conseguem discernir.
Algumas das cenas retratadas na face voltada para leste são David matando um leão e um urso, o sacrifício de Isaac, David com a cabeça de Golias e David ajoelhando-se diante Samuel. Na face voltada para oeste, é possível observar a Ressurreição de Cristo, a coroa de espinhos, a crucificação, o baptismo de Cristo e o beijo de Judas.

## Cruz setentrional
A parte do complexo situada a nordeste alberga a cruz setentrional, de cariz mais simples. Terá sido possivelmente danificada pelas forças de Oliver Cromwell. Possui apenas algumas imagens, mas constitui uma silhueta notável ao entardecer, com a torre redonda no fundo.

## Torre redonda
A torre redonda eleva-se a 35 metros de altura e encontra-se extraordinariamente bem preservada. Tendo sido dividida em quatro ou mais pisos, no interior, pensa-se que tenha sido construída como abrigo para os monges contra as invasões levadas a cabo pelos víquingues, embora esta teoria não seja consensual. O passar do tempo foi acamando camadas de poeira, encontrando-se hoje a porta de entrada muito abaixo de outrora.
Em 1098, o mosteiro sofreu um incêndio, que viria a danificar a torre, destruindo também muitos manuscritos valiosos e outros tesouros. O topo desta oferece uma vista notável, com uma panorâmica de vários quilómetros em redor. Porém, a torre encontra-se atualmente fechada ao público.